# Municipio de Jefferson (condado de Little River)
El municipio de Jefferson (en inglés: Jefferson Township) es un municipio ubicado en el condado de Little River en el estado estadounidense de Arkansas. En el año 2010 tenía una población de 5399 habitantes y una densidad poblacional de 39,17 personas por km².

## Geografía
El municipio de Jefferson se encuentra ubicado en las coordenadas 33°37′9″N 94°6′19″O / 33.61917, -94.10528. Según la Oficina del Censo de los Estados Unidos, el municipio tiene una superficie total de 137.84 km², de la cual 132,91 km² corresponden a tierra firme y (3,58 %) 4,94 km² es agua.

## Demografía
Según el censo de 2010, había 5399 personas residiendo en el municipio de Jefferson. La densidad de población era de 39,17 hab./km². De los 5399 habitantes, el municipio de Jefferson estaba compuesto por el 66,09 % blancos, el 28,43 % eran afroamericanos, el 0,85 % eran amerindios, el 0,41 % eran asiáticos, el 1,82 % eran de otras razas y el 2,41 % eran de una mezcla de razas. Del total de la población el 3,02 % eran hispanos o latinos de cualquier raza.